# Jacob Bartsch

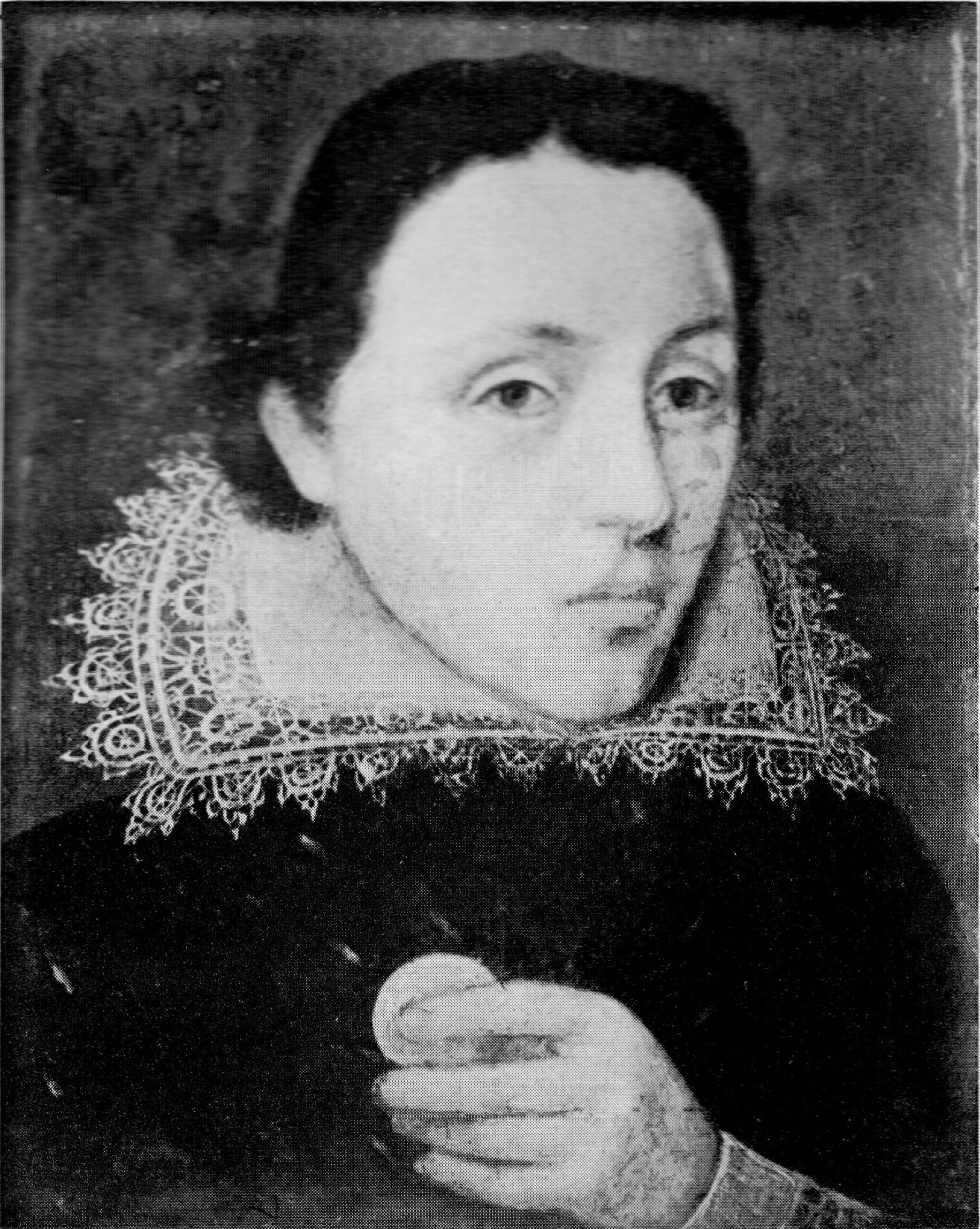
J. Bartsch

Jacob Bartsch (* 1600 in Lauban; † 26. Dezember 1632 ebenda) war ein deutscher Astronom.
Bartsch verfasste mehrere astronomische Schriften, darunter Planisphaerium Stellatum. Er war der Schwiegersohn von Johannes Kepler und unterstützte ihn teilweise bei seinen Berechnungen. Nach dessen Tod bearbeitete er das utopische Werk Keplers Somnium („Der Traum“).
Er studierte Astronomie und Medizin an der Universität Straßburg.
Im Jahre 1624 veröffentlichte Bartsch Sternenkarten unter dem Titel Usus astronomicus planisphaerii stellati. Bartsch übernahm hierbei unter anderem folgende 1613 von Petrus Plancius beschriebene Sternbilder, welche auf Himmelsgloben von Pieter van den Keere dargestellt worden waren, und machte sie dadurch einem breiteren Publikum bekannt: Giraffe, Kreuz des Südens, Einhorn, Netz.
Bartsch heiratete am 12. März 1630 Johannes Keplers Tochter Susanna und half ihm schon zuvor als Assistent bei seiner wissenschaftlichen Arbeit. Nach Keplers Tod im Jahre 1630 sammelte Bartsch Geld für Keplers Witwe und versuchte, posthum Keplers Buch Somnium zu veröffentlichen; er starb jedoch zuvor an der Pest. Das Werk wurde 1634 durch Keplers Sohn Ludwig (1607–1663) herausgegeben.